# 우에다 이쓰키
우에다 이쓰키(일본어: 上田 樹, 2001년 6월 28일~)는 일본의 축구 선수이다.

## 구단 경력
그는 2020년 J2리그의 츠바이겐 가나자와에 입단했다. 2023년 일본 풋볼 리그의 고치 유나이티드 SC로 임대 이적했다. 2024년 J3리그의 츠바이겐 가나자와로 복귀했다.